# Warminghurst
Warminghurst är en by i civil parish Thakeham, i distriktet Horsham, i grevskapet West Sussex i England. Byn är belägen 15 km från Horsham. Warminghurst var en civil parish fram till 1933 när blev den en del av Ashington. Civil parish hade 93 invånare år 1931.